# Рейго: Король морських монстрів
«Рейго: Король морських монстрів», «Глибоководний монстр Рейго» або «Рейго: Глибоководний монстр проти лінкора Ямато» (深海獣レイゴー, шинкайдзю рейґо) — кайдзю-фільм Шінпея Хаяшиї 2005 року. Титульного монстра спроектував художник-ветеран Кейта Амемія. Оригінальною робочою назвою фільму була «Рейго проти Ямато» (レイゴー対大和, рейґо тай ямато).
Фільм, події якого відбуваються під час Другої світової війни, розповідає історію реального японського лінкора «Ямато», який стикається з гігантськими монстрами у Тихому океані, включаючи найстрашнішого з них — Рейго.
Фільм вийшов в США у форматі домашнього відео в 2019 році.

## Сюжет
У вересні 1942 року капітану Ямагамі (Сусуму Куробе) наказано зустріти лінкор Ямато разом з Об'єднаним флотом, який збирається на островах Трук (вони ж острови Чуук) в Мікронезії, ключовому стратегічному пункті в південній частині Тихого океану. Цей рай з прекрасним чистим небом та кораловими рифами став базою Об’єднаного флоту та місцем, де велося багато запеклих боїв. Через десятиліття морське дно, що оточує острови Трук, все ще завалене рештками понад 60 військових кораблів та літаків.
Серед екіпажу Ямагамі є зухвалий дивізійник Нобору Осако (Юкідзіро Хотару) і молодий прапорщик Такесі Кайдо (Таййо Сугіура). Кайдо пішов на війну, не заявляючи про свої наміри своїй дівчині Чі Кодзіма (Май Нанамі). Він завжди носить її фотографію в кишені пальто, в той час як Чі прагне повернутися до їхнього рідного рідного міста.
Коли Ямато прибуває до островів Трук, одружений Осако вирішує відпочити з молодою островитянкою на ім'я Момока (Юміка Хаясі). Але на досаду Осако, Момока приводить із собою свого літнього діда (Міккі Кертіс), який розповідає місцеву легенду про риб, які складаються з кісток. Також дід розповідає, що ці риби не найстрашніше, що може трапитись: поява цих риб передує появі морського дракона Рейго.
Наступної ночі солдати на оглядовому майданчику помічають масивну фігуру, наполовину занурену в воду. Оскільки всі вважають, що це ворожа субмарина, Ямато стріляє по ній і попадає у ціль. Після цього об'єкт видає дивний звук. Це чує Осако, і передає цю інформацію та історію про Рейго своєму командиру і іншим солдатам. Виявляється, що Ямато вбив дитинча Рейго, хоча моряки цього не знають.
Невдовзі після цього вночі на моряків, які були на палубі, нападають риби-кістки. Кайдо чує їхні крики і прибігає на допомогу, але бачить, що всі люди на палубі розірвані на шматки.
Після цього з'являється Рейго, монстр довжиною 80 метрів, який виглядає як гібрид Ґодзілли і акули. Оскільки Ямато вбив його дитинча, Рейго зненацька атакує флот.
Екіпаж швидко перегруповується і планує контратаку, але Рейго повертається, і наближається надто близько до корябля. Оскільки гармати Ямато не надто пригодні до близького бою, всі кораблі відступають.
На наступний день Рейго знову атакує флот. Кайдо пропонує свій план: наповнити трюм водою так, що гарматаа нахилилася ближче до моря. Більшість людей проти цього, але командир просить їх довіритися плану Кайдо, інакше всі загинуть. Це спрацьовує, і гармата попадає прямо по Рейго. Після цього поранений монстр тоне.

## Кайдзю
- Рейго
- Дитинча Рейго
- Риби-кістки

## У ролях
- Таійо Суґіура
- Сусуму Куробе
- Юкіджиро Хотару
- Мію Оріяма
- Мао Урата
- Ісаму Аґо
- Мікей Куртіс
- Май Нанамі

## Сиквел
У 2009 році режисер Хаясія продовження під назвою «Глибоководний монстр Райга» (深海獣雷牙, шинкайдзю райба). Райга у цьому фільмі більше нагадує Ґодзіллу. Фільм вийшов у США під назвою «Райга: Бог монстрів».